# Cardamome (épice)
Cet article concerne une épice. Pour la plante, voir Cardamome. Pour les autres sens, voir Cardamome (homonymie).
La cardamome est une épice constituée par les fruits ou les graines de différentes herbes vivaces de la famille des Zingibéracées.
La « vraie » cardamome est issue de la plante éponyme (l'espèce Elettaria cardamomum), originaire de la côte de Malabar au Sud de l'Inde. Son utilisation tant culinaire que médicinale est attestée depuis 3 000 ans dans la littérature ayurvédique. Il existe cependant d'autres plantes asiatiques (« fausses » cardamomes, du genre Amomum) qui lui sont parfois substituées ou mélangées. Il existe enfin des cardamomes africaines (du genre Aframomum) comme la kororima, proches de la maniguette, qui présentent un goût similaire et sont également utilisées en cuisine.
La cardamome est beaucoup employée en cuisine au Moyen-Orient et en Asie. En Inde, elle est la « reine des épices », alors que le poivre en est le roi. Elle parfume aussi souvent les boissons chaudes, comme le café « turc » à la cardamome (monde arabe), ou le chai masala (monde indien). Relativement peu connue et peu utilisée en Europe, elle peut parfumer certains desserts scandinaves (pain à la cardamome).

## Types
Pour le Codex Alimentarius, cardamome est un nom générique pouvant correspondre aux espèces de plantes suivantes :
- genre Elettaria :
  - Elettaria cardamomum - cardamome vraie[2], cardamome verte[2], cardamome aromatique[2] ;
    - variété minor - cardamome de Malabar[3] ;
    - variété minor - cardamome de Ceylan[2], cardamome du Sri Lanka[3], cardamome sauvage[3], cardamome brune[2], cardamome allongée[2] ;
    - variété vazhukka
- genre Amomum :
  - Amomum subulatum - grande cardamome[3], cardamome du Népal[3], cardamome noire[2], cardamome brune[2], fausse cardamome[2] ;
  - Amomum acre ;
  - Amomum aromaticum - cardamome du Bengale[3], fausse cardamome[2] ;
  - Amomum compactum - cardamome ronde[3], cardamome de Java[2] ;
  - Amomum globosum - cardamome de Chine, cardamome ronde chinoise, cardamome noire[2], cardamome amère[2] ;
  - Amomum krervanh - cardamome krervanh[3], cardamome du Cambodge[2], cardamome du Siam[2], cardamome d'Indochine[2] ;
  - Amomum maximum - cardamome ailée de Java[2], cardamome fausse maniguette[2] ;
  - Amomum xanthioides - cardamome sauvage du Siam[2], fausse cardamome de Thaïlande[2] ;
  - Amomum tsao-ko - cardamome tsao-ko[3] ;
- genre Aframomum :
  - Aframomum corrorima - cardamome d'Éthiopie[2], cardamome muscade[2], cardamome d'Abyssinie[2] ;
  - Aframomum angustifolium - cardamome de Madagascar[3] ;
  - Aframomum hanburyi - cardamome du Cameroun[3] ;
  - Aframomum danielli ;
  - Aframomum citratum ;
  - Aframomum excapum.